# Associazione Sportiva Pro Recco 2009-2010

## Rosa 2009-10
| N° |                     | Ruolo | Giocatore         |
| -- | ------------------- | ----- | ----------------- |
|    | Italia (bandiera)   | P     | Stefano Tempesti  |
|    | Italia (bandiera)   | P     | Dario Gennaro     |
|    | Italia (bandiera)   | D     | Andrea Mangiante  |
|    | Croazia (bandiera)  | D     | Damir Burić       |
|    | Serbia (bandiera)   | D     | Vanja Udovičić    |
|    | Italia (bandiera)   | CV    | Maurizio Felugo   |
|    | Spagna (bandiera)   | CV    | Guillermo Molina  |
|    | Ungheria (bandiera) | A     | Tibor Benedek     |
|    | Italia (bandiera)   | A     | Luigi Di Costanzo |

| N° |                      | Ruolo | Giocatore             |
| -- | -------------------- | ----- | --------------------- |
|    | Serbia (bandiera)    | A     | Filip Filipović       |
|    | Ungheria (bandiera)  | A     | Norbert Madaras       |
|    | Italia (bandiera)    | A     | Alex Giorgetti        |
|    | Ungheria (bandiera)  | A     | Tamás Kásás           |
|    | Australia (bandiera) | A     | Pietro Figlioli       |
|    | Italia (bandiera)    | A     | Niccolò Figari        |
|    | Italia (bandiera)    | CB    | Alessandro Calcaterra |
|    | Serbia (bandiera)    | CB    | Slobodan Nikić        |
|    | Croazia (bandiera)   | CB    | Danijel Premuš        |

- Allenatore:  Giuseppe Porzio